# Ceratolauxania atrimana
Ceratolauxania atrimana är en tvåvingeart som först beskrevs av Malloch 1927.  Ceratolauxania atrimana ingår i släktet Ceratolauxania och familjen lövflugor. Inga underarter finns listade i Catalogue of Life.